# Болдескул, Лев Иванович
Лев Иванович Болдескул (1872—?) — русский военный  деятель, полковник  (1915). Герой Первой мировой войны.

## Биография
В 1891 году после окончания Ловичского реального училища вступил в службу. В 1892 году после окончания офицерских курсов при Алексеевском военном училище произведён в подпоручики и выпущен в  14-ю артиллерийскую бригаду. В 1896 году произведён  в поручики, в 1900 году  в штабс-капитаны. В 1904 году после окончания Офицерской офицерской школы произведён в  капитан, участник Русско-японской войны.
С 1912 года подполковник, командир 2-й батареи 14-й артиллерийской бригады. С 1914 года участник Первой мировой войны, во главе своей батареи. В 1915 году произведён в полковники. С 1916 года командир 1-го дивизиона 19-й и 14-й артиллерийских бригад. С 1917 года командовал тяжёлом артиллерийским дивизионом и 206-й артиллерийской бригадой.

Высочайшим приказом от 13 января 1915 года  за храбрость был награждён орденом Святого Георгия 4-й степени: 
За то, что в боях с 26 по 29 августа 1914 г. у деревни Стевчаны, при наступлении превосходных сил противника, находясь под огнем его многочисленной артиллерии, успешно боролся снею, отражал атаки пехоты противника, наступавшей в значительно превосходных силах; только благ.ря отменному действию батареи, пехота отряда могла удержаться на позиции
После Октябрьской революции с 1918 года участник Белого движения на востоке России. Был взят в плен, после чего служил в РККА.

## Награды
- Орден Святого Станислава 2-й степени с мечами (1910; Мечи — ВП 03.09.1916)
- Орден Святой Анны 2-й степени с мечами (ВП 14.05.1912; Мечи — ВП 21.02.1915)
- Орден Святого Владимира 4-й степени с мечами и бантом (Мечи — ВП 21.02.1915)
- Орден Святого Георгия 4-й степени (ВП 13.01.1915)